# Astipalea
Astipalea (in greco antico: Ἀστυπάλαια?) era una polis dell'antica Grecia ubicata nell'isola di Coo.

## Storia
Secondo Strabone, prima di abitare nella città di Coo, i suoi abitanti vivevano ad Astipalea, situata in un altro luogo dell'isola, sempre vicina al mare. La città di Coo venne fondata successivamente, per sinecismo, a causa di una rivolta nel 366 a.C.
È stato suggerito che si trovava nella zona in cui sono le attuali rovine di Cefalo (Kefalos), dove è stato trovato un santuario del V secolo a.C.